# Lotte Motz
Lotte Motz, née Lotte Edlis (16 août 1922 – 24 décembre 1997) est une érudite austro-américaine qui a publié quatre livres et un grand nombre de travaux de recherche sur le folklore et la mythologie germanique. 